# Girolamo Romanino
Giralomo Romanino (egyéb névalakok: Girolamo di Romanino, il Romanino) (Brescia, 1485. körül – 1562 körül) olasz reneszánsz festő, a bresciai iskola kiemelkedő mestere, a cinquecento jelentős festője. Feltehetően Civerchio tanítványa volt, stílusára mégis a velencei kolorizmus hatott. Ennek bizonyítéka a velencei Accademiában található fiatalkori Pietája. Giorgione, Tiziano, Lorenzo Lotto és Palma Vecchio hatottak rá elsősorban. Művészetét hatásos, ünnepélyes színkezelés és komponálásmód jellemzi, amely távol áll a korszakban már fel-felbukkanó manierizmustól.

## Fiatalkori oltárképei
- Madonna szentekkel (Brescia, San Rocco)
- Szent Péter és Pál (Kassel, Képtár)
- Trónoló Madonna angyalokkal és szentekkel (1513 körül, Brescia, Képtár)

## Érett művészete

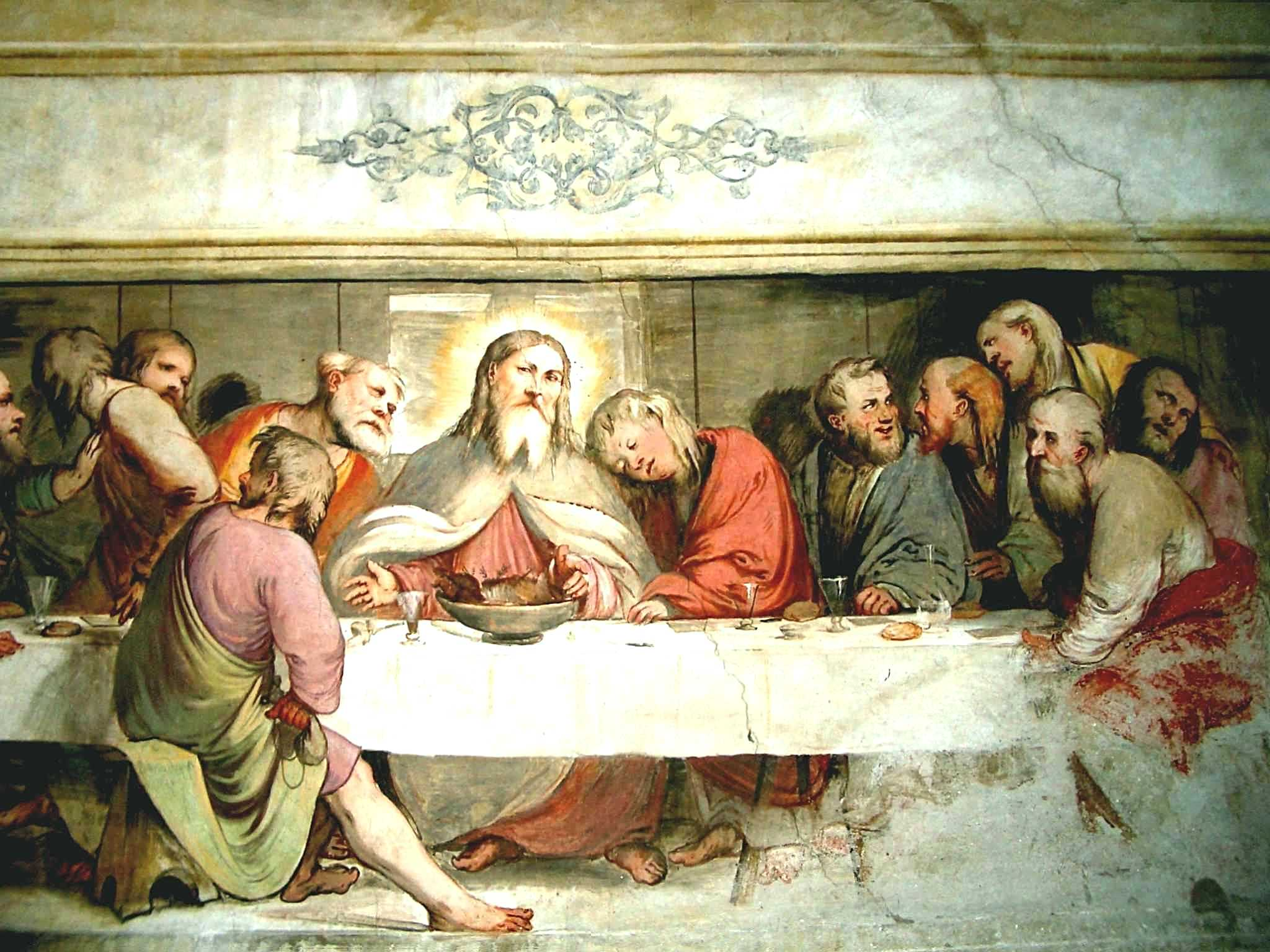
Utolsó vacsora, freskó, Pisogne (Olaszország)

Érettebb alkotásai már kissé távolabb állnak a velencei hatástól, ezüstös, hűvös [tónus]ozás jellemzi őket, bár Giorgione hatása még mindig erőteljes. Példa erre a Szépművészeti Múzeumban látható Férfiarckép. Sokoldalú művészetében még mindig jelentős helyet foglalnak el az oltárképek.
- Mária mennybemenetele (Bergamo, Saint' Alessandro in Colonna)

Freskófestéssel is foglalkozott, témái főként bibliai tárgyúak.
- Jézus szenvedésének története (ciklus a cremonai dómban, 1517-től festve)
- Lázár feltámasztása és Simon lakomája (Brescia, San Giovanni Evangelista-templom, 1521.)
- A trentoi püspöki rezidencia (Castello del Buonconsiglio) dekoratív freskói (1531-32)

A Szépművészeti Múzeumban őrzik Önarcképét és további három festményt tulajdonítanak neki, amelyek Niccolo Orsini életét jelenítik meg.